# Principauté de Svanétie
1463–1858
Entités précédentes :
- Royaume d'Iméréthie

Entités suivantes :
- Empire russe

La principauté de Svanétie (en géorgien : სვანეთის სამთავრო; Svanetis samtavro) est un état historique géorgien situé dans la Svanétie, région du Grand Caucase. Elle s'est formée à la suite de la dissolution du Royaume de Géorgie et a été dirigée par les dynasties Gelovani, puis Dadechkéliani jusqu'à son annexion par la Russie en 1858.